# Sendvič BLT
BLT (Bacon, Lettuce, Tomato - slanina, solata, paradižnik) je drugi najbolj priljubljen sendvič v Združenih državah Amerike. V sendviču je med dvema rezinama kruha običajno več rezin dobro kuhane ali celo hrustljave slanine, listi solate in rezine paradižnika. Majoneza je tradicionlen namaz za te sendviče.

## Zgodovina
BLT sendvič naj bi bil naslednik čajnih sedvičev iz pozne viktorijanske dobe. Med letoma 1930 in 1950 je v receptih zanj običajno kot sestavina vključen še sir.
BLT je postal priljubljen po drugi svetovni vojni, zaradi hitrega razvoja supermarketov, ki so zagotavljali sestavine za sendviče skozi vse leto. 
BLT sendvič se danes prodaja v številnih restavracijah in prodajalnah hitre hrane.